# Ermita de Sant Jaume Sesoliveres
Ermita de Sant Jaume Sesoliveres és una construcció romànica del segle xi situada al municipi d'Igualada (Anoia). Està situada a la zona de Sant Jaume Sesoliveres en el pas del camí de Sant Jaume. És una obra declarada bé cultural d'interès nacional.

## Descripció
La capella romànica de Sant Jaume Sesoliveres està situada als confins del terme d'Igualada amb el d'Òdena (al qual pertanyia), al peu del primitiu traçat de la carretera N-II, a la sortida vers Jorba.
És un edifici de planta rectangular, d'una nau i absis semicircular, amb el portal al mur de migdia. És feta amb carreus desbastats, sense cap mena d'ornamentació. La primitiva volta devia esfondrar-se en algun moment desconegut, raó per la qual l'edifici fou apuntalat amb contraforts al mur de migdia, i els murs s'apujaren per tal de construir una nova volta de rajol amb llunetes, de tipus barroc, actualment caiguda però de la qual es veu l'arrencada. També fou afegida una petita sagristia al mur de migdia, així com un campanar d'espadanya al mur de ponent, on s'obrí un portal avui tapiat.
L'any 1975 va ser declarada Bé Cultural d'Interès Nacional. Posteriorment, entre 1993 i 1995 la Diputació de Barcelona portà a terme la restauració de l'ermita que va ser dirigida pel cap del servei de patrimoni local, l'arquitecte Antoni González Moreno-Navarro. L'actuació es va centrar a restablir les estructures que l'havien configurat al llarg del temps. La nova coberta segueix el model de les tradicionals fetes amb encavallades, bigues i llates de fusta, damunt les quals hi ha les teules, i els ràfecs recreen formes també autòctones. S'han recuperat les obertures que el porxo tenia al segle xv al sud, però resten tancades a ponent com ho estaven al segle xvii. Paral·lelament es van realitzar treballs per fer millor l'espai públic i l'accessiblitat a l'entorn de l'edifici.

## Història

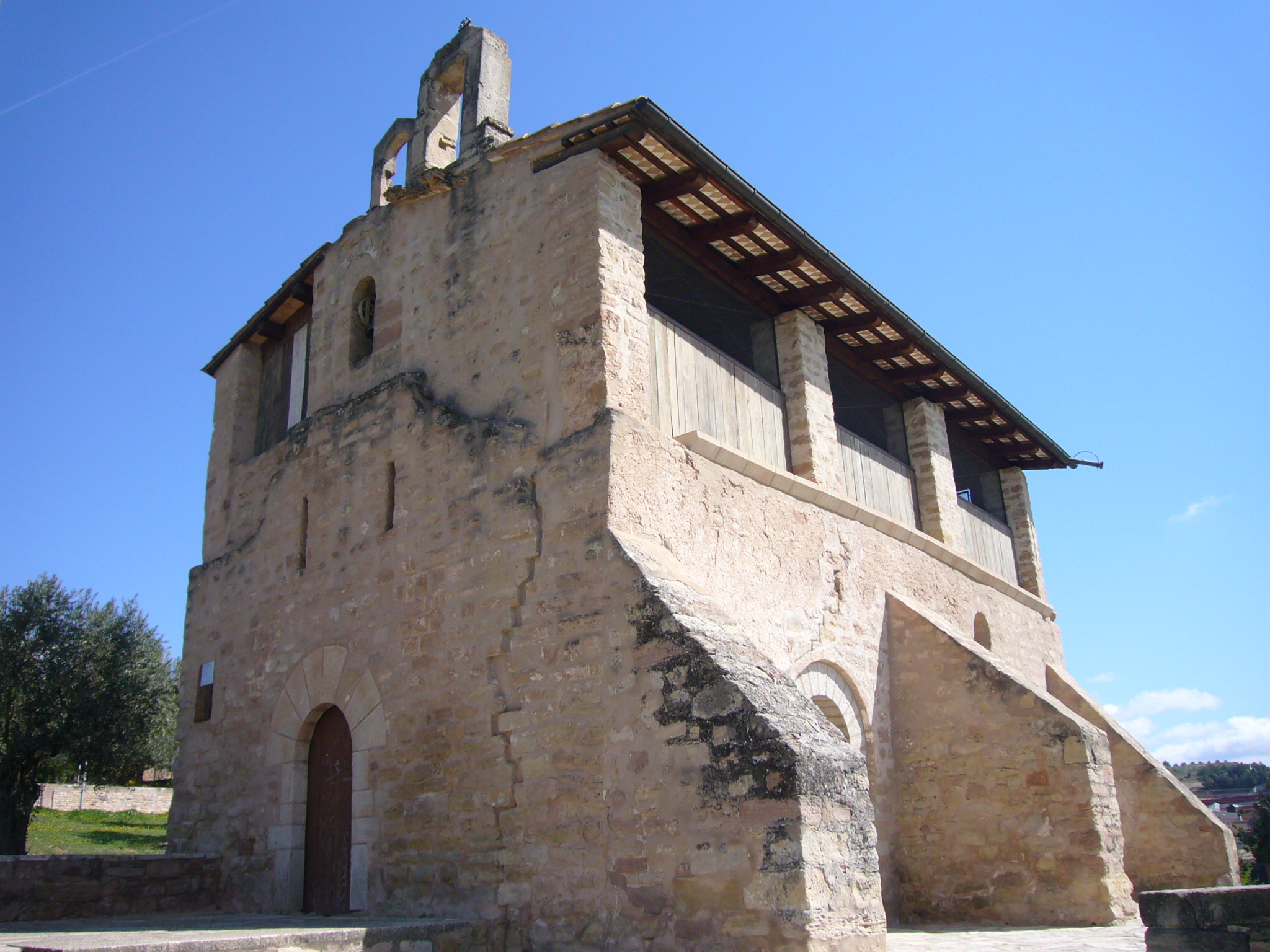
Contraforts

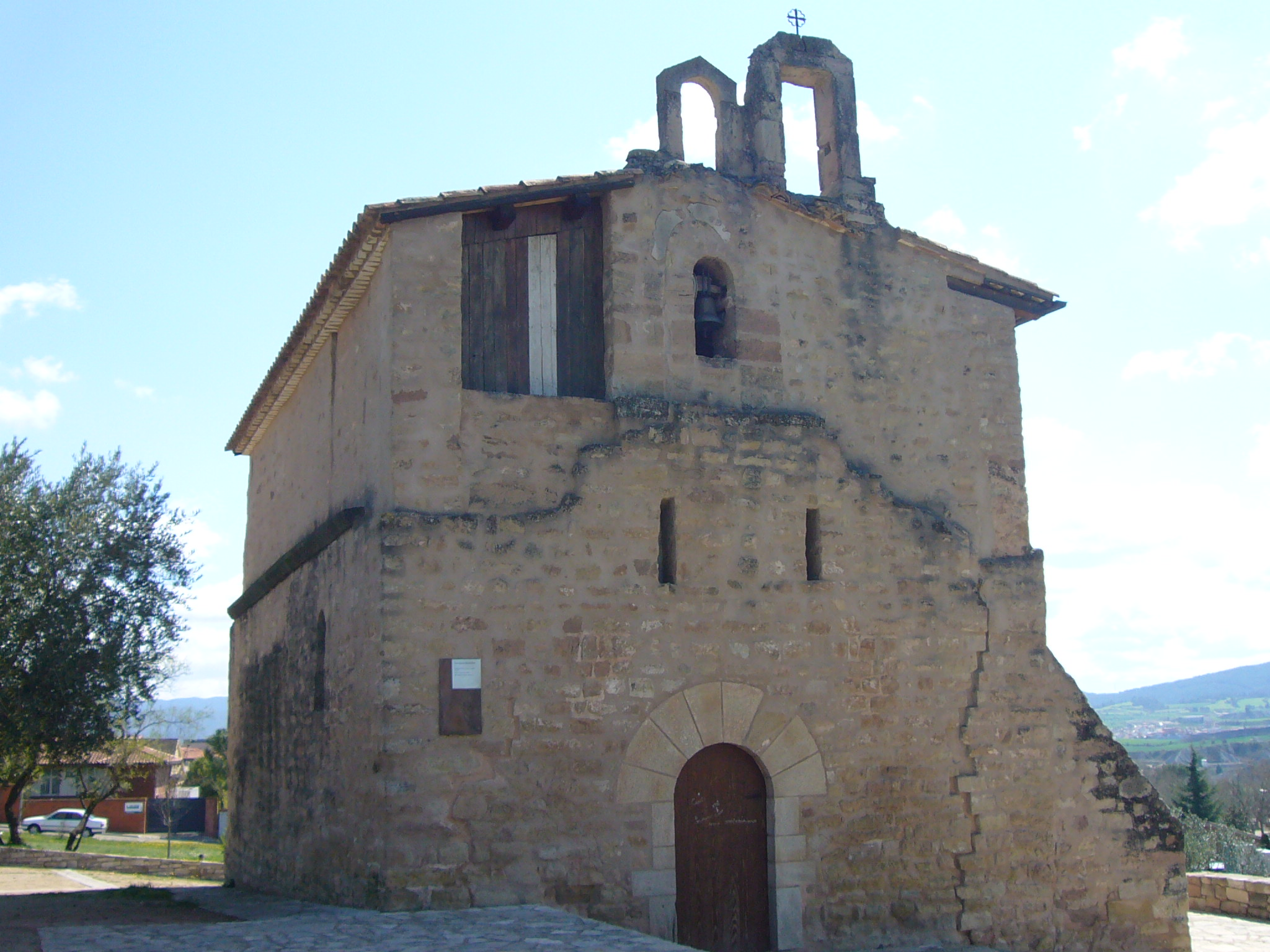
Vista frontal

L'església de Sant Jaume Sesoliveres va ser edificada per disposició de Guillem Bernat i la seva muller Ermengarda. L'estructura de l'edifici és romànica, amb successives reconstruccions dels segles XIV, XV i XVII.

### Edat mitjana
La primera notícia conservada de l'ermita es remunta a l'any 1059 quan els senyors del castell d'Òdena fan donació a un monjo montserratí la capella de Santa Maria, Sant Jaume i Sant Andreu, per donar un caràcter monàstic a l'edificació que havien erigit pocs anys abans. L'any següent els fundadors de l'ermita confirmen la donació al monestir de Ripoll, aleshores superior al de Santa Maria de Montserrat, sota la condició que la capella sempre sota l'Orde Monàstic segons del Regla de Sant Benet.
L'any 1102 és confirmada la donació definitiva de l'església al monestir de Montserrat, aquest fer suposa l'inici de la consolidació del petit priorat de Sant Jaume. Encara que es varen anar succeint diverses disputes entre el monestir de Montserrat i els senyors d'Òdena el priorat va anar prosperant gràcies a diverses compres i donacions. El monestir va servir amb els seus monjos, amb el títol de priors, l'església fins a mitjans del segle xv, quan va cedir-la a la cura d'un beneficiat de Santa Maria d'Igualada. Aquest fet representa la fi del Priorat, encara que el nom del mateix es perpetuà fins al segle xix.
El beneficiat de Santa Maria va mantenir l'església des de la meitat del segle xv fins al 1649, quan va passar a mans dels frares del convent de Sant Agustí d'Igualada. Durant aquest període l'església també va ser coneguda com a Sant Jaume del Camí i va rebre diverses peregrinacions, per demanar pluja o l'erradicació de la pesta, provinents d'Igualada. Així mateix continuà l'afluència de peregrins que recorrien el camí ral al seu pas per Igualada en direcció a Santiago de Compostel·la. A partir del segle xvii quedà documentada l'existència d'un cementiri annex a l'església.
Des de 1649 diversos autors afirmen que l'església va restar a cura dels Agustins. Tanmateix a finals del segle xviii la seva preocupació principal era l'ampliació de l'església conventual on va ser traslladada la imatge de la Verge de la Pietat, la qual cosa va provocar un abandó del manteniment del culte a l'església de Sant Jaume. Aquest va ser agafat pels escolapis el 19 de maig de 1741.

### Edat contemporània
Els pares escolapis van mantenir el servei religiós els dies de precepte fins al 1835, quan es va produir l'exclaustració dels ordes monàstics a mercè de la desamortització dels béns del clergat de Mendiazábal. Aquest fet va suposar la dispersió de la Comunitat Escolàpia que abandona el monestir i la capella de Sant Jaume. Durant aquest període l'església restà abandonada i es va anar degradant. L'any 1845 s'autoritzà el restabliment de les Escoles Pies, que a la vegada van reprendre el servei religiós a l'església fins a inicis del segle xx.
A partir de 1877 l'església de Sant Jaume va passar a formar part del terme parroquial de Santa Magdalena de l'Espelt, una parròquia de nova construcció independent de l'església d'Òdena sobre les restes d'un antiga església dedicada a Santa Maria. Tot i que l'església va passar al terme de Santa Magdalena va continuar servida pels escolapis d'Igualada. Amb el pas del temps l'església va anar quedant sense culte durant el 1903 les seves campanes van ser traslladades a l'Espelt. El 1920 quan l'església ja no rebia culte de manera habitual la imatge de Sant Jaume també és traslladada a l'Espelt.
L'any 1925 l'església va canviar de municipi amb l'annexió de part del terme municipal d'Òdena a Igualada fruit de les gestions del general Pere Vives Vich. El seu abandonament és total des del 1936, en què deixà de tenir culte. El 15 d'abril de 1975 va ser declarada monument Local d'Interès Històric-Artístic, la qual cosa implicà a l'Ajuntament d'Igualada en la seva protecció. Posteriorment, el mateix any 1975 la Generalitat de Catalunya va declarar-la Bé Cultural d'Interès Nacional i va encarregar un projecte de restauració que no es va arribar a executar. Finalment entre 1993 i 1995 la Diputació de Barcelona portà a terme la restauració de l'ermita que va ser dirigida pel cap del servei de patrimoni local, l'arquitecte Antoni González Moreno-Navarro.